# Bataille de Block Island
Guerre d'indépendance des États-Unis
Batailles
m
Opérations navales de la guerre d'indépendance des États-Unis (en) :
- Bataille de Fairhaven
- Machias (1775)
- Bataille de Gloucester (1775)
- Incendie de Falmouth
- Block Island
- Bataille de Turtle Gut Inlet (en)
- Bataille de Machias (1777)
- Newport
- Raid de Grey (en)
- Raid de Chesapeake (en)
- Raid de Tryon (en) (Bataille de Norwalk (en))
- Expédition de Penobscot
- Cap Henry
- Cap Breton
- Capture de l'USS Trumbull (en)
- Bataille du cap Ann (en)
- Baie de Chesapeake
- Capture du HMS Savage (en)
- Bataille de baie du Delaware (1re) (en)
- Bataille navale d'Halifax (en)
- Raid sur Lunenburg (en)
- Baie d'Hudson
- Bataille de la baie du Delaware (2e) (en)
- Bataille de la baie du Delaware (3e) (en)
- Combat du 22 janvier 1783 (en)

La bataille de Block Island est un combat naval nocturne qui oppose — le 6 avril 1776 — sept bâtiments de la Continental Navy américaine, rentrant d'un raid victorieux sur Nassau dans les Bahamas, au HMS Glasgow, un aviso de la Royal Navy britannique. Après un combat au cours duquel il subit d'importants dégâts, le Glasgow parvient à échapper à la flotte américaine placée sous les ordres du commodore Esek Hopkins.
Plusieurs capitaines de la flotte continentale américaine seront critiqués pour leur passivité pendant ce combat, et l'un d'entre eux sera renvoyé de la marine. Le commodore Hopkins sera lui aussi critiqué pour d'autres motifs pendant cette croisière, notamment pour la distribution de parts de prise, et sera lui aussi, renvoyé de la Continental Navy.

## Le contexte
Le HMS Glasgow est une frégate de 20 canons de 6e rang de la Royal Navy. Début avril 1776, sous le commandement du captain Tryingham Howe elle transporte des dépêches depuis Newport (Rhode Island) à destination de la flotte britannique qui mouillait au large de Charleston en Caroline du Sud d'où elle s'apprêtait à lancer une attaque sur cette même ville (une attaque qui échouera en juin, après la bataille de Sullivan's Island).
Côté américain, le second Congrès continental avait institué la Continental Navy, à la fin 1775. En février 1776, les premiers bâtiments de cette nouvelle flotte sont armés pour leur voyage inaugural et le Commodore Esek Hopkins placé à la tête de huit bâtiments sont envoyés dans les Bahamas, où les Britanniques disposaient d'importants stocks de munitions et de ravitaillement. Début mars, la flotte (diminuée d'un bâtiment en raison de problèmes de gréement) débarque des marines sur l'île de New Providence et capturent la ville de Nassau,. Après avoir chargé les navires de la flotte, renforcée par deux prises, avec des munitions capturées sur place, la flotte américaine reprend la mer en direction du nord le 17 mars. Un navire est dépêché en direction de Philadelphie, alors que le reste de la flotte navire en direction du canal de Block Island. La croisière est marquée par une série d'épidémies, de fièvre et de variole, qui affaiblissent les équipages.
Le 4 avril, la flotte atteint les eaux entourant Long Island, et fait une nouvelle prise, le HMS Hawk, qui était également rempli de munitions et de ravitaillement. Le lendemain, une nouvelle prise est capturée, le Bolton. Espérant capturer davantage de navires ennemis, Hopkins continue à croiser au large de Block Island cette nuit-là, ordonnant la formation de la flotte en deux colonnes. La colonne de droite, la plus à l'est, est conduite par l'USS Cabot, suivi de près par le vaisseau amiral d'Hopkins, l'USS Alfred de 20 canons, alors que la colonne de gauche était conduite par l'USS Andrew Doria, suivi de l'USS Columbus. Derrière ces navires, trois autres sont positionnés en retrait : l'USS Providence, l'USS Fly et l'USS Wasp chargés d'escorter les prises. La nécessité de fournir des équipages aux prises réduit alors d'autant plus le nombre d'hommes disponible pour combattre.

## Le combat

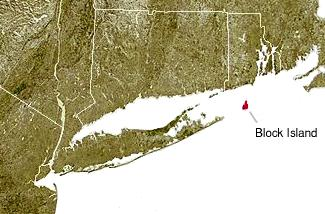
Position de Block Island sur une image satellite ; la bataille a lieu au sud-est de l'île.

La nuit du 5 avril est exceptionnellement claire avec une lune presque pleine. Entre 1 h 0 et 2 h 0 du matin le 6 avril alors que la flotte se dirige vers le sud, le Andrew Doria et le Glasgow se localisent mutuellement à 8 lieues (20 à 24 milles nautiques) au sud-est de Block Island,. Le Glasgow se dirigeait vers l'ouest, à destination de Charleston. Le captain Howe observe la flotte, pendant les 30 minutes suivantes, à portée de vois. Le commodore Hopkins n’envoie — pendant ce laps de temps — aucun signal, et la flotte ne se me pas en ligne de bataille ce qui donnera lieu à une bataille que le captain Nicholas Biddle de l’Andrew Doria décrira plus tard comme « une débandade ».
La capitaine britannique, Howe, aborde en premier le Cabot, dont le capitaine est John Hopkins, le fils d'Esek Hopkins. Le jeune Hopkins, à qui le Britannique demande de s'identifier, répond : « The Columbus and Alfred, a 22-gun frigate. » Un membre d'équipage américain, enfreignant les consignes dégoupille une grenade et la lance sur le pont du Glasgow. La bataille s'engage. Le Cabot, un brick faiblement armé, tire une bordée de ses canons de 6 livres, sans beaucoup d'effet. Le Glasgow riposte avec deux bordées de ses canons d'un calibre plus important, tuant 6 marins à bord du Cabot, blessant le jeune Hopkins et rendant son gouvernail inopérant. Au fur et à mesure que le Cabot se met à dériver, l'USS Alfred se rapproche et engage le Glasgow, dans un duel de bordées. Un tir du Glasgow au début du combat brise la barre de gouvernail de l’Alfred ; exposant temporairement le bâtiment au tir roulant britannique. Le fait que le Cabot se mette à dériver gêne l'entrée de l’Andrew Doria qui doit manœuvrer avant d'entrer dans le combat. Le Providence se tient en retrait, et le Columbus ne parviendra à se joindre au combat que tardivement, mais son feu sera si imprécis qu'il ne causera que peu de dégâts au Glasgow.
Le Glasgow étant désormais exposé au feu de trois navires américains, Howe décide prendre la fuite afin d'éviter d'être pris à l'abordage, et il met les voiles en direction de Newport. Malgré les dégâts causés à ses voiles et gréements, il parvient à laisser derrière lui ses poursuivants américains, dont les bâtiments étaient ralentis par les prises effectuées au cours des jours précédents. Après plusieurs heures d'une chasse, qui se poursuit jusqu'au lever du jour, Hopkins ordonne de cesser la poursuite afin de ne pas rencontrer l'escadre britannique présente au large de Newport. La seule prise faite pendant le combat est le canot du Glasgow que la flotte ramène à New London, Connecticut le 8 avril.

### Sources et bibliographie
- (en) Cet article est partiellement ou en totalité issu de l’article de Wikipédia en anglais intitulé « Battle of Block Island » (voir la liste des auteurs).
- William Bell (ed) Clark et William James Morgan (éd.), Naval Documents of the American Revolution, vol. 4, Washington, US Department of the Navy, 1970 (OCLC 469688874)
- Jack Coggins, Ships and Seamen of the American Revolution, Mineola, NY, Courier Dover, 2002 (ISBN 978-0-486-42072-1, OCLC 48795929)
- Edward Field, Esek Hopkins, Commander-in-Chief of the Continental Navy During the American Revolution, 1775 to 1778, Providence, RI, Preston & Rounds, 1898 (OCLC 3430958, lire en ligne)
- Francis Vinton Greene, The Revolutionary War and the military policy of the United States, New York, C. Scribner's Sons, 1911 (OCLC 952029, lire en ligne)
- William James Morgan, Captains to the Northward, Barre, MA, Barre Publishing, 1959 (OCLC 1558276)
- Samuel Eliot Morison, John Paul Jones : A Sailor's Biography, Annapolis, MD, Naval Institute Press, 1999 (1re éd. 1959) (ISBN 978-1-55750-410-4, OCLC 42716061, lire en ligne)
- Evan Thomas, John Paul Jones : Sailor, Hero, Father of the American Navy, New York, Simon and Schuster, 2004 (ISBN 978-0-7432-5804-3, OCLC 56321227)
- The Gentleman's Magazine,, vol. 46, Londres, D. Henry, 1776 (OCLC 1570611, lire en ligne) (reprints Howe's report)